# 5030 Gyldenkerne
5030 Gyldenkerne este un asteroid din centura principală de asteroizi.

## Descriere
5030 Gyldenkerne este un asteroid din centura principală de asteroizi. A fost descoperit pe 3 noiembrie 1988 la Brorfelde de Poul Jensen. El prezintă o orbită caracterizată de o semiaxă mare de 2,26 ua, o excentricitate de 0,09 și o înclinație de 8,9° în raport cu ecliptica.